# Oriole à dos rayé
Icterus pustulatus
Espèce
Répartition géographique
Statut de conservation UICN

 LC  : Préoccupation mineure
L’Oriole à dos rayé (Icterus pustulatus) est une espèce de passereaux de la famille des Icteridae.

## Répartition et sous-espèces
Selon la classification de référence du Congrès ornithologique international (15.1, 2025) il se répartit en huit sous-espèces :
- I. p. microstictus Griscom, 1934 — nord-ouest du Mexique ;
- I. p. pustulatus (Wagler, 1829 — de Colima à Puebla ;
- I. p. graysonii Cassin, 1867 — îles Tres Marías ;
- I. p. formosus Lawrence, 1872 — d'Oaxaca au nord-ouest du Guatemala ;
- I. p. maximus Griscom, 1930 — vallée du Chixoy (Guatemala) ;
- I. p. alticola Miller,W & Griscom, 1925 — du Guatemala au nord-est du Honduras ;
- I. p. pustuloides Van Rossem, 1927 — San Miguel (volcan) ;
- I. p. sclateri Cassin, 1867 — du sud du Salvador au Costa Rica.

## Galerie

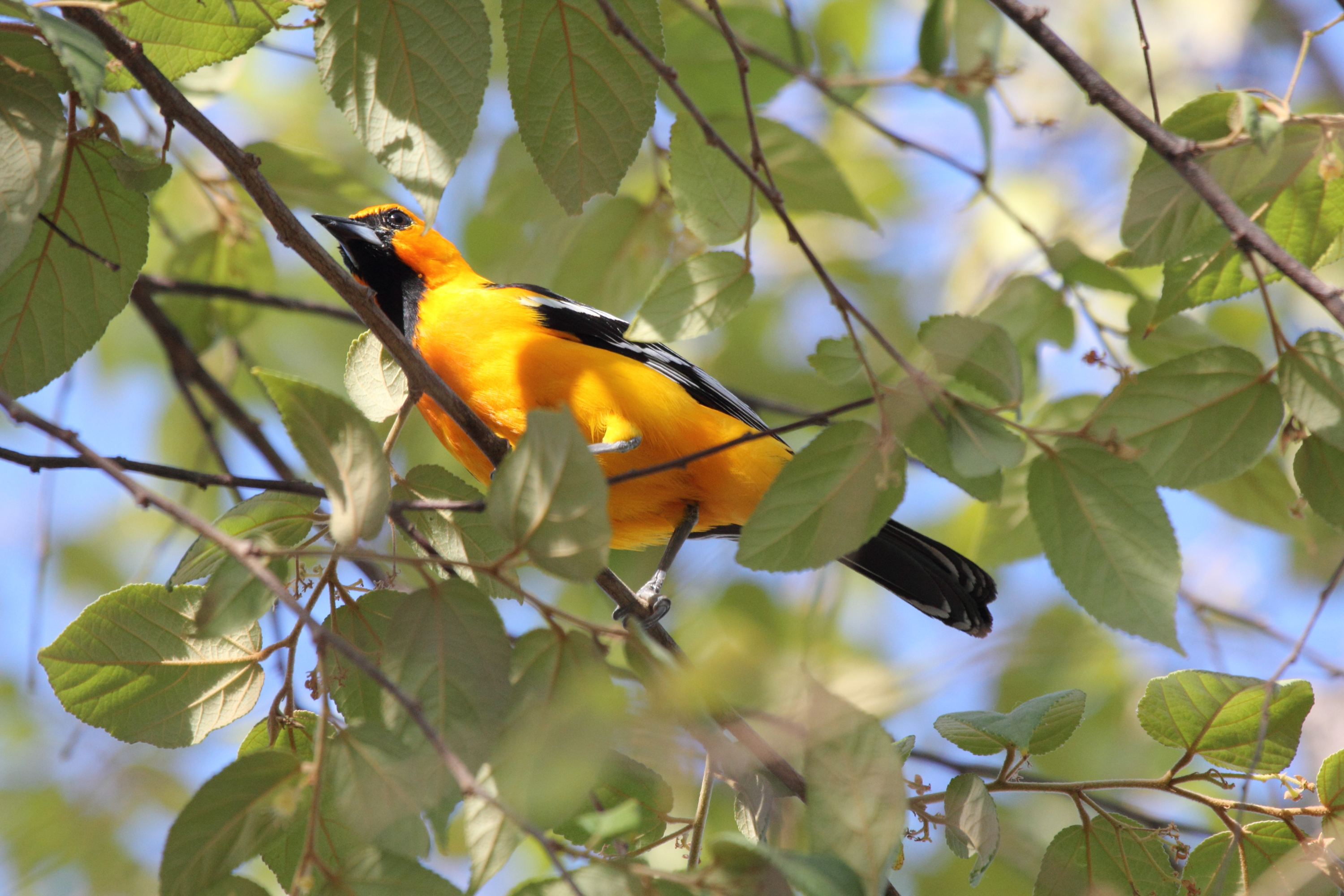
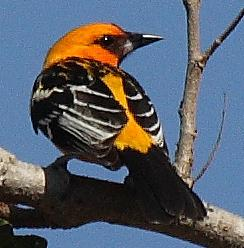